# Ератостен
Ератостен из Кирене (грч. Ἐρατοσθένης; Кирена, 276. п. н. е. — Александрија, 194. п. н. е.) је био грчки математичар, песник, атлетичар, географ и астроном. Међу савременицима је био познат под надимком „бета” (грчки број два) јер су га у многим областима сматрали другим човеком читавог Медитерана. Њему се приписује систем земаљских координата са географским ширинама и дужинама, а први је познати научник који је израчунао обим Земље, на веома довитљив начин.
Најмногостранији и један од најзначајнијих научника александријских, Ератостен, који је ради разлике од филозофа назвао себе филологом, родио се у Кирени (данас у Либији) око године 276. п. н. е. Најпре је у Александрији слушао филологију, а потом у Атини Зенона, Аристона са Хија и Аркесилаја. После Калимахове смрти поставио га је Птолемеј Еуергет за управника Александријске библиотеке. Умро је око године 194. п. н. е. У елегији Еригони певао је о атичком сељаку Икарију, који је први од Диониса научио да сади лозу, али су га пијани сељаци погубили. Његова ћерка Еригона са својом верном кујом нађе леш и обеси се и, напослетку, све троје буде уврштено међу звезде. Сличан садржај има сачувани прозни спис Претварања у звезде (Καταστερισμοί), у којем излажу приче о постанку сазвежђа. Дело с тим називом, које имамо и које му се приписује, није његово. Од његових дела је врло мало сачувано. Фрагменти поезије показују велику вештину.
Док је Ератостен као песник ходио путем песника Калимаха, он га је као истраживач далеко превазишао. У свом великом делу Ο старој комедији он се бавио обиљем најразличитијих питања и утицао на проучавања својих наследника Еуфронија (учитеља Аристарховог), Аристофана и Дидима. Од својих колега добио је надимак Бета, јер је у многобројним областима свог рада свагда остао други. Два случаја побијају такав суд: у својим Хронограријама у којима се трудио да одреди време главним историјским догађајима, он је ударио основу хеленској хронологији, коју је даље могао да изграђује Аполодор из Атине. Ако и није у области математике био један од највећих, ипак је доследном применом егзактних сазнања основао математичку географију. Главно му је дело било Географија у три књиге, којим је постао прави творац те науке. У њему је изложио историју географије од првих почетака код Хомера до Александрових историчара, затим обрадио своје мисли о облику земље, коју је он сматрао за лопту. Главна његова заслуга састоји се у томе што се трудио да одреди обим земљине лопте, пошто је знао растојање између Александрије и Сијене.
Дао је топографију и етнографију на основу карте коју је сам начинио. Поред тога, он се бавио и књижевно-историјским, математичким, филозофским и хронолошким проучавањима. У старини Тројански рат сматран је за историјску чињеницу. Ератостен, на пример, ставио је разарање Троје у 1184. годину пре нове ере. Тај датум су неки научници прихватили до данас. По Ератостену песник Хомер је живео 100 година после Тројанског рата.
Ератостен је знао да на дан летње дугодневнице 22. јуна, када је Сунце у највишој тачки (подне), у Сиени (данашњи Асуан), његови зраци обасјавају дно једног бунара. Одредио је да се тог истог дана у Александрији Сунчеви зраци падају под углом 7°12', и то је 50 део круга. Знајући раздаљину између ова два места, 5.000 стадија, могао је да израчуна дужину лучног степена. Према овим подацима би један степен износио око 700 стадија и тада би обим Земље био око 252.000 стадија, 39.816 km. И погрешио је за само 193 km.
Међу другим открићима Ератостен је смислио метод за издвајање простих међу природним бројевима (познат као Ератостеново сито). Добио је побољшану вредност за нагнутост еклиптике (нагиб Земљине осе), и израдио прву мапу света засновану на меридијанима географске дужине и паралелама географске ширине. У старости је ослепео и, зато што више није могао да чита, извршио самоубиство.